# Neohirasea unnoi
Neohirasea unnoi är en insektsart som beskrevs av Brock 1999. Neohirasea unnoi ingår i släktet Neohirasea och familjen Phasmatidae. Inga underarter finns listade i Catalogue of Life.